# Gerolamo Acciabianca
Gerolamo Acciabianca (falecido em 1537) foi um prelado católico romano que serviu como bispo de Nusco de 1523 a 1537.

## Biografia
No dia 17 de junho de 1523, Gerolamo Acciabianca foi nomeado pelo Papa Adriano VI como Bispo de Nusco. Serviu como Bispo de Nusco até à sua morte em 1537.